# (200169) 1999 FM3
(200169) 1999 FM3 es un asteroide perteneciente al cinturón de asteroides, descubierto el 19 de marzo de 1999 por el equipo del Lincoln Near-Earth Asteroid Research desde el Laboratorio Lincoln, Socorro, Nuevo México.

## Designación y nombre
Designado provisionalmente como 1999 FM3.

## Características orbitales
1999 FM3 está situado a una distancia media del Sol de 2,423 ua, pudiendo alejarse hasta 2,950 ua y acercarse hasta 1,897 ua. Su excentricidad es 0,217 y la inclinación orbital 20,95 grados. Emplea 1378,14 días en completar una órbita alrededor del Sol.

## Características físicas
La magnitud absoluta de 1999 FM3 es 16. Tiene 2,172 km de diámetro y su albedo se estima en 0,196.